# Звездино (Омская область)
Зве́здино — село в Москаленском районе Омской области России. Административный центр Звездинского сельского поселения.

## География
Село расположено в лесостепи в пределах Ишимской равнины, относящейся к Западно-Сибирской равнине, близ Камышловского лога. К югу от села расположено озеро Камышное. В окрестностях — редкие осиново-берёзовые колки. Распространены чернозёмы остаточно-карбонатные и солончаки луговые (гидроморфные).
Высота центра населённого пункта — 115 метров над уровнем моря.
Географическое положение
По автомобильным дорогам расстояние до районного центра посёлка Москаленки — 27 км, до областного центра города Омск — 120 км, до ближайшего города Исилькуль — 35 км. В 2 км к северу от села проходит федеральная автодорога «Иртыш» Р254
Климат
Климат умеренный континентальный (согласно классификации климатов Кёппена-Гейгера — тип Dfb). Среднегодовая температура положительная и составляет +1,2 °С, средняя температура самого холодного месяца января −17,6 °C, самого жаркого месяца июля +19,4 °С. Многолетняя норма осадков — 381 мм, наибольшее количество осадков выпадает в июле — 65 мм, наименьшее в марте — 13 мм
Часовой пояс
Звездино, как и вся Омская область, находится в часовой зоне МСК+3. Смещение применяемого времени относительно UTC составляет +6:00.

## История
До революции на месте нынешнего села располагалось поселение, называвшееся Землянки. В 1920 году на месте Землянок стал создаваться племзавод, со временем поселение по номеру хозяйства стали называть совхоз № 16. В 1928 г. совхоз № 16 состоял из 3 хозяйств, основное население — русские. В составе Николаевского сельсовета Москаленского района Омского округа Сибирского края.
26 февраля 1969 года решением райисполкома центральная усадьба племсовхоза «Москаленский» получила название Звездино. В том же году Звездино стало центром Николаевского сельского совета.

## Население
| 1926 | 2010 |
| ---- | ---- |
| 9    | ↗901 |

Гендерный состав
По данным Всероссийской переписи населения 2010 года в гендерной структуре населения из 901 человек мужчин — 407, женщин — 494	(45,2 и 54,8 % соответственно)
Национальный состав
В 1928 г. основное население — русские.
Согласно результатам переписи 2002 года, в национальной структуре населения русские составляли 82 % от общей численности населения в 976 чел..

## Инфраструктура
Развитое сельское хозяйство (центральная усадьба племсовхоза «Москаленский»).
Администрация поселения.
Школа, храм.

## Транспорт
Выезд на федеральную трассу Р-254 Иртыш.